# Albert Verbeek
Albert Verbeek (* 20. Februar 1909 in Köln; † 24. November 1984 in Bonn) war ein deutscher Kunsthistoriker und Denkmalpfleger.

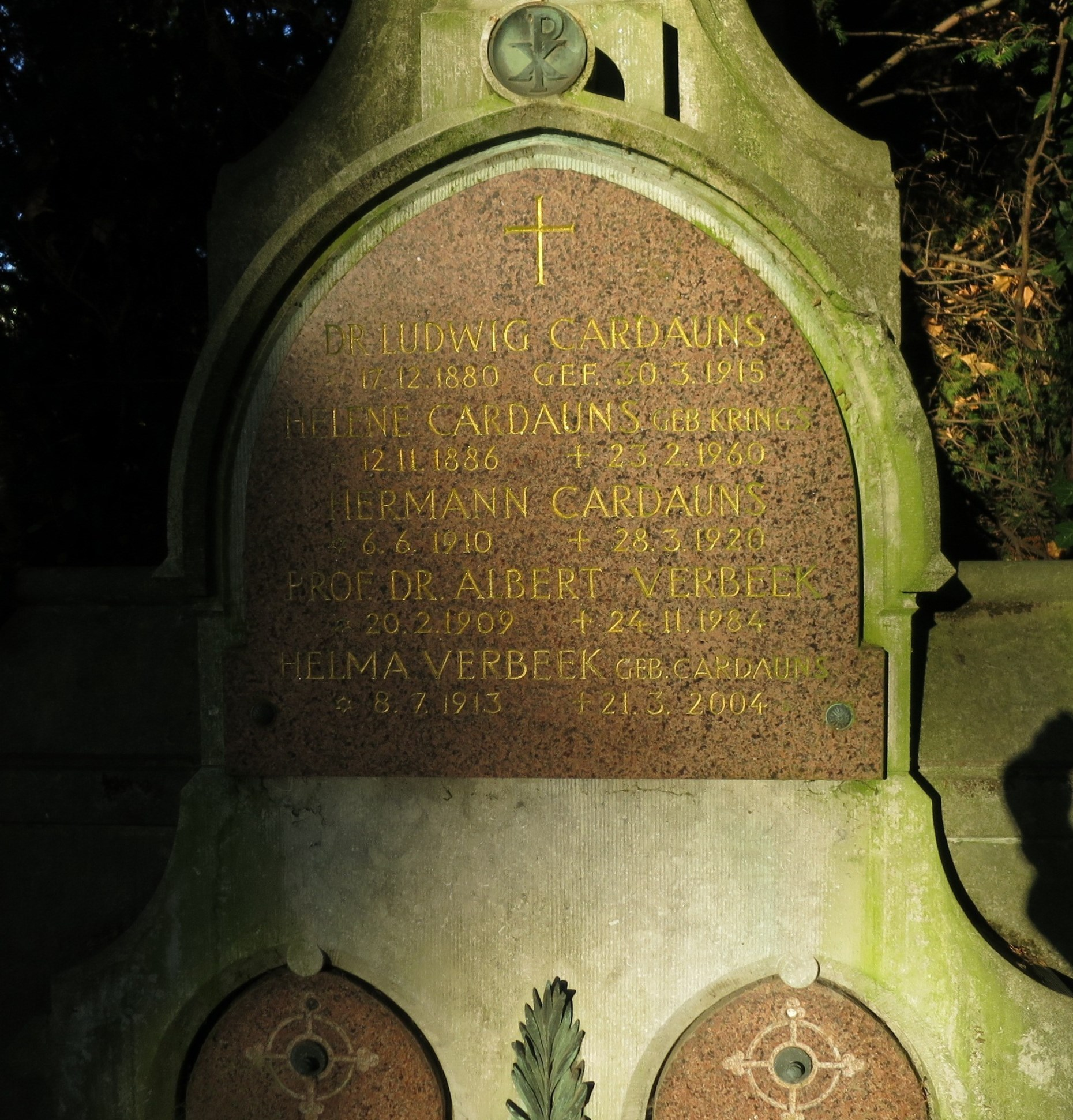
Grabinschrift

Albert Verbeek war der Sohn des Architekten Hans Verbeek. Er studierte in Freiburg im Breisgau, Köln und Bonn Kunstgeschichte, Klassische Archäologie und Geschichte und wurde 1936 in Bonn bei Paul Clemen promoviert (Der Gründungsbau der Kirche St. Georg in Köln und die rheinische Baukunst des 11. Jahrhunderts). 1937 heiratete er die Schriftstellerin Helma Cardauns. Das Ehepaar hatte fünf Söhne, deren jüngster der Künstler Egbert Verbeek ist.
Verbeek arbeitete für das Rheinische Amt für Denkmalpflege und war von 1953 bis 1955 kommissarischer Landeskonservator.
Mit seinem Kollegen am rheinland-pfälzischen Landesamt für Denkmalpflege Hans Erich Kubach, den er noch aus seiner Studienzeit kannte, veröffentlichte er eine Bestandsaufnahme der romanischen Kirchen im Rhein-Maas-Gebiet (der Plan dazu stammte noch aus ihrer gemeinsamen Studienzeit).
Anlässlich Verbeeks 75. Geburtstags fand 1984 an der Universität Bonn ein wissenschaftliches Kolloquium statt. Er starb im selben Jahr und wurde im Familiengrab seiner Ehefrau auf dem Kölner Friedhof Melaten (Flur 55) beigesetzt.

## Schriften (Auswahl)
- Kölner Kirchen. Die kirchliche Baukunst in Köln von den Anfängen bis zur Gegenwart, Köln: Greven 1959, 2. Auflage 1969
- mit Hans Erich Kubach Romanische Baukunst an Rhein und Maas. Katalog der vorromanischen und romanischen Denkmäler, 4 Bände, Denkmäler deutscher Kunst, Deutscher Verlag für Kunstwissenschaft, Berlin 1976–1989
- mit Kubach: Romanische Kirchen an Rhein und Maas, Verlag Gesellschaft für Buchdruckerei, Neuss 1972, 3. Auflage 1978
- Die Doppelkirche in Schwarzrheindorf, Düsseldorf 1953, Mönchengladbach 1961
- mit Wilhelm Schorn: Die Kirche St. Georg in Köln, Denkmäler Deutscher Kunst, Deutscher Kunstverlag 1940
- Das Münster in Bonn, Rheinische Kunststätten, Heft 213, Gesellschaft für Buchdruckerei, Neuss 1979
- Die Apostelkirche in Köln, Rheinische Kunststätten, Düsseldorf 1936